# Aporosa stenostachys
Aporosa stenostachys är en emblikaväxtart som beskrevs av Airy Shaw. Aporosa stenostachys ingår i släktet Aporosa och familjen emblikaväxter. Inga underarter finns listade i Catalogue of Life.